# 티어 1 네트워크
티어 1 네트워크(Tier 1 network)는 무정산 상호접속(Settlement-free interconnection) 또는 무정산 피어링(Settlement-free peering)만을 통해서 인터넷의 다른 모든 네트워크에 연결할 수 있는 인터넷 프로토콜(IP) 네트워크이다. 티어 1 네트워크는 다른 티어 1 네트워크와의 트래픽 상호 전송에 별도의 비용을 지불하지 않는다. 이와는 다르게 일부 티어 2 네트워크와 모든 티어 3 네트워크는 다른 네트워크로 트래픽을 전송할 때 비용을 지불해야 한다.

서로 다른 티어의 인터넷 서비스 사업자간의 관계

인터넷에 참여하는 네트워크의 티어를 정의하는 중앙 기관은 없다. 주로 사용되는 티어 1 네트워크의 정의는 IP 트랜짓(IP transit)을 구매하지 않거나 피어링을 위해서 별도의 비용을 지불하지 않고 인터넷의 다른 모든 네트워크와 연결할 수 있는 네트워크이다. 이 정의에 따르면 티어 1 네트워크는 트랜짓 계약 없이 다른 모든 티어 1 네트워크와 무상으로 피어링을 맺어야 하며, 인터넷의 모든 주요 네트워크에 도달할 수 있어야 한다. 단 모든 트랜짓이 없는 네트워크가 티어 1 네트워크인 것은 아니다. 유상 피어링을 통해서 트랜짓을 피할 수 있으며, 모든 주요 네트워크에 도달하지 못하더라도 트랜짓이 없는 네트워크일 수 있다.
티어 1 네트워크를 정의할 때 가장 널리 인용되는 자료는 Renesys Corporation의 자료이지만, 해당 자료는 RIPS RIS 데이터베이스, 오리건 라우트 뷰스(Oregon Route Views) 서버, 패킷 클리어링 하우스(Packet Clearing House) 등 공개된 자료를 기반으로 작성되었다.
네트워크간의 사업 계약은 공개되지 않거나 기밀유지 협약 아래에 부쳐지기 때문에 네트워크에서 피어링이나 트랜짓을 위해서 비용을 지불하는지 여부를 결정하기 어려울 때가 있다. 인터넷 피어링 커뮤니티는 대략적으로 하나 이상의 대륙에 존재하는 인터넷 익스체인지 포인트의 피어링 코디네이터의 집합으로 볼 수 있다.
티어 2와 티어 3 네트워크는 주로 다음과 같이 정의된다.
- 티어 2 네트워크: 일부 네트워크와 무상으로 피어링하지만, 인터넷의 일부에 도달하기 위해서 IP 트랜짓을 구매하거나 유상으로 피어링하는 네트워크이다.
- 티어 3 네트워크: 다른 네트워크에서 트랜짓이나 피어링을 구매하는 것만으로 인터넷에 참여하는 네트워크이다.

## 역사
아파넷이 참여하는 네트워크 간 라우팅을 제공했을 때에는 인터넷 백본의 기능을 수행했다. 영국 JANET(1984년) 및 미국 NSFNET(1985년) 인프라 프로그램을 통하여 고등교육기관을 상호 연결하기 시작하면서 1989년 NSFNet 백본이 탄생했다. 이 때부터 인터넷을 모든 연결된 네트워크의 집합이자 이 백본과 IP 데이터그램을 교환할 수 있는 네트워크로 정의할 수 있게 되었다. ARPANET 네트워크가 중단된 1990년까지 NSFNET 프로그램의 중요성이 점점 증가하고 1986년부터 1995년까지 2억 달러의 자금을 지원받으면서 TCP/IP 프로토콜은 당시 사용되었던 WAN 네트워크 프로토콜을 상당 부분 대체했다.
인터넷이 상업용으로 개방되면서 다양한 영리 목적 인터넷 백본과 서비스 사업자가 등장했다. 네트워크 라우팅 기술이 탈중앙화되면서 외부 라우팅 프로토콜의 필요가 증가하여 경계 경로 프로토콜(BGP)이 등장했다. 정부에서 지원하는 NSFNet은 1995년 4월 30일에 공식적으로 종료되었고,  새로운 티어 1 ISP와 피어링 계약으로 대체되었다. NSFNet 중단 이후 과거에 제공했던 지역 네트워크에서는 이후 영리 목적의 여러 장거리 네트워크에서 국가 규모의 인터넷 연결을 구입해야 했다.

## 피어링을 통한 라우팅
양방향 비공개 피어링 계약은 대개 두 계약 당사자간의 직접적인 물리적 연결이 포함된다. 한 네트워크의 트래픽은 해당 연결을 통해서 라우팅된다.
티어 1 네트워크는 다른 티어 1 네트워크와 다양한 곳에서 연결될 수 있다. 피어링은 두 계약 당사자간의 트래픽이 동등하다는 원칙에 기반하며, 당사자 중 하나가 다른 당사자에게 지불을 강제할 목적으로 독단적으로 연결을 끊을 때 문제가 발생할 수 있다. 이러한 파괴적인 피어링 해제는 2000년대에 여러 번 발생했다. 특히 수백만 명의 이용자가 있는 대형 네트워크가 피어링을 일방적으로 해제할 때, 해당 네트워크가 다른 경로를 통해서 라우팅을 허용하지 않는 경우에는 해당 사업자와 연결된 인터넷의 일부분이 끊어질 수 있다. 이는 기술적인 문제보다는 상업적인 문제로, 협상에서 유리한 위치를 차지하기 위해서 다른 계약 당사자의 고객을 인질로 잡아서 금전적인 분쟁을 일으키는 행위로 볼 수 있다.  최악의 경우 각 네트워크 이용자 중 다른 네트워크를 이용하지 않는 이용자는 인터넷의 다른 네트워크에 전혀 도달할 수 없게 된다. 피어링을 끊은 측에서는 다른 네트워크 쪽의 이용자가 자기 네트워크 쪽의 이용자보다 더 큰 피해를 볼 것이라고 예상하여 해당 네트워크에 유리하게 협상을 진행할 것을 의도한다. 하위 티어 ISP나 분쟁에 연관되지 않은 다른 당사자들은 같은 네트워크로 도달할 수 있는 여러 경로가 있기 때문에 이러한 분쟁의 영향을 받지 않을 수도 있다. 이러한 분쟁은 트랜짓을 사용하지 않는 순수한 피어링 관계에서만 주로 발생하며, 한 당사자가 다른 당사자와 직접 트래픽을 전송할 때, 즉 다른 당사자의 네트워크를 통해서 인터넷의 다른 네트워크에 도달하는 트랜짓이 발생하지 않을 때에만 해당한다. 피어링과 티어 1 네트워크의 엄격한 정의에 의하면 티어 1 네트워크는 티어 1 네트워크끼리만 피어링하며 트랜짓 경로가 별도로 존재하지 않는다. 실질적인 정의에서는 티어 1 네트워크는 하위 티어 네트워크의 트랜짓 네트워크로 기능하기도 하며, 비슷한 규모로 동등한 서비스를 제공하는 다른 네트워크만 피어링을 한다.
더 적절한 정의에서는 피어링은 두 네트워크간 데이터 전송량이 양방향으로 공정하며, 두 당사자간 유상 트랜짓이 존재할 수도 있음을 가정한다. 라우팅 측면에서는 무정산 피어링은 다른 네트워크로 직접 향하지 않는 트래픽(트랜짓)을 해당 네트워크로 전송하지 않는다는 조건을 가정한다. 이러한 송신 패킷은 트랜짓 협약에서 다루어진다. 티어 1 네트워크는 인터넷 백본의 중앙에 더 가까우며 다른 티어 1 사업자에게서만 트랜짓을 구매하지만, 다른 모든 티어 네트워크에 트랜짓을 판매한다.

가장 논리적인 정의에서는 티어 1 사업자는 트랜짓 비용을 지불하지 않는다. 모든 티어 1 사업자는 하위 티어 사업자에게 트랜짓을 판매하며, 이외에도
1. 모든 티어 1 사업자는 전 세계의 다른 모든 티어 1 사업자와 피어링한다.
2. 피어링 계약은 트랜짓 고객의 "접근"을 허용한다.
3. 즉 티어 1 네트워크에서는 전 세계 인터넷의 모든 호스트에 직접 접근할 수 있다.

따라서 피어링 계약에 따라 티어 1 사업자의 모든 고객은 다른 티어 1 사업자의 고객에게 도달할 수 있으며, 티어 1 사업자는 이에 따른 트랜짓 비용을 지불할 필요가 없다. 실질적으로는 사업자 B를 대신하여 사업자 A에서 부담한 트랜짓 비용과 그 반대의 비용이 동일하기 때문에 별도로 지불 계약이 없다.

## 티어 1 네트워크 목록
해당 네트워크는 무정산 피어링을 통하여 전 세계의 IPv4와 IPv6 네트워크에 접속할 수 있기 때문에 일반적으로 티어 1 네트워크로 간주된다. CAIDA AS 순위는 인터넷에서 중요하게 여겨진다.
| 이름                                      | 본사     | AS 번호 | CAIDA AS 순위 | 광 케이블 길이(km) | 피어링 정책                              |
| ----------------------------------------- | -------- | ------- | ------------- | ------------------ | ---------------------------------------- |
| Cogent Communications                     | 미국     | 174     | 3             | 164,456            | Cogent Communications 피어링 정책        |
| AT&T                                      | 미국     | 7018    | 24            | 660,000            | AT&T 피어링 정책                         |
| GTT 커뮤니케이션                          | 미국     | 3257    | 7             | 232,934            | GTT 피어링 정책                          |
| NTT 커뮤니케이션(구 Verio)                | 일본     | 2914    | 4             | ?                  | 피어링 정책                              |
| PCCW 글로벌                               | 홍콩     | 3491    | 10            | ?                  | 피어링 정책                              |
| T-모바일 US(구 스프린트)                  | 미국     | 1239    | 22            | 30,000             | 피어링 정책                              |
| Zayo Group(구 AboveNet)                   | 미국     | 6461    | 9             | 196,339            | Zayo 피어링 정책                         |
| 도이체 텔레콤 글로벌 캐리어               | 독일     | 3320    | 25            | 250,000            | DTAG 피어링 정보                         |
| 루멘 테크놀로지(구 센추리링크, 구 레벨 3) | 미국     | 3356    | 1             | 885,139            | Lumen 피어링 정책                        |
| 리버티 글로벌                             | 영국     | 6830    | 29            | 800,000            | 피어링 원칙                              |
| 버라이즌 엔터프라이즈 솔루션(구 UUNET)    | 미국     | 701     | 21            | 805,000            | 버라이즌 UUNET 피어링 정책 701, 702, 703 |
| 아렐리온(구 텔리아 캐리어)                | 스웨덴   | 1299    | 2             | 65,000             | 아렐리온 IP 네트워크 피어링 정책         |
| 오랑주                                    | 프랑스   | 5511    | 13            | 495,000            | OTI 피어링 정책                          |
| 타타 커뮤니케이션(구 Teleglobe)           | 인도     | 6453    | 8             | 700,000            | 피어링 정책                              |
| 텔레콤 이탈리아 스파클(Seabone)           | 이탈리아 | 6762    | 5             | 560,000            | 피어링 정책                              |
| 텔시우스(텔레포니카 자회사)               | 스페인   | 12956   | 16            | 65,000             | 피어링 정책                              |

대부분 티어 1 네트워크는 공개 웹 사이트 기준 전 세계적으로 서비스를 제공하지만 일부는 특정 지역에서만 서비스를 제공한다. 하지만 모바일 및 IP-VPN 서비스는 티어 1 네트워크와 관계가 없기 때문에 이러한 서비스는 전 세계로 제공한다.
2008년 보고서에 따르면 인터넷 트래픽은 이전보다 미국 네트워크에 덜 의존한다.

## 지역 티어 1 네트워크
티어 1 네트워크를 언급할 때에 지역 티어 1 네트워크 개념이 등장할 때도 있다. 지역 티어 1 네트워크는 전 세계적으로는 트랜짓이 존재하지만 특정 지역 내에서는 티어 1 네트워크와 비슷한 기능을 수행하는 네트워크이다.
이러한 네트워크에는 특정한 국가나 지역의 국가 독점적 통신 사업자였던 네트워크가 자주 포함된다. 해당 지역 내에서는 티어 1 네트워크와 비슷한 피어링 정책(예: 새로운 피어링 관계에 폐쇄적, 다른 지역 내 주요 네트워크와의 피어링 계약)을 사용하기도 한다. 해당 네트워크가 영업하지 않았던 다른 국가, 지역, 대륙으로 확장될 때에는 트랜짓을 구입하거나 티어 2 네트워크와 같은 개방 피어링을 사용한다.
다른 지역에서 피어링을 고려할 때 지역 티어 1 네트워크를 고려하는 경우가 있지만, 이러한 네트워크는 전 세계적으로는 트랜짓을 사용하기 때문에 진정한 글로벌 티어 1 네트워크로 분류될 수는 없다.

## 기타 주요 네트워크
아래 네트워크는 티어 1 네트워크에 근접해 있다고 간주된다. 이들 네트워크는 인터넷의 절반 이상을 무정산 피어링으로 접근할 수 있지만, 일부 티어 1 네트워크와는 연결되어 있지 않거나 유상으로 연결된다. 기술적으로는 티어 2 네트워크이지만 실질적으로는 티어 1과 2 사이에 있다.
| 이름                                             | 본사           | AS 번호   | CAIDA AS 순위 | 이유 |
| ------------------------------------------------ | -------------- | --------- | ------------- | --- |
| RETN                                             | 영국           | 9002      | 12            | 레벨 3/AS3356에서 트랜짓 구매                                                                                                  |
| 버라이즌 엔터프라이즈 솔루션(구 XO 커뮤니케이션) | 미국           | 2828      | 83            | IPv6: 보다폰(CW)/AS1273 및 텔레콤 이탈리아 스파클(Seabone)/AS6763에 접속하기 위해서 T-모바일 US/AS1239에서 트랜짓 구매         |
| 보다폰 캐리어 서비스(구 케이블 앤 와이어리스)    | 영국           | 1273      | 11            | AT&T/AS7018에 접속하기 위해서 아렐리온/AS1299에서 트랜짓 구매                                                                  |
| 싱텔                                             | 싱가포르       | 7473      | 15            | 아렐리온/AS1299, Zayo/AS6461, 타타 커뮤니케이션/AS6453에서 트랜짓 구매                                                         |
| 차이나 텔레콤                                    | 중화인민공화국 | 4134 4809 | 52            | 레벨 3/AS3356, 코젠트/AS174에서 트랜짓 구매                                                                                    |
| 컴캐스트                                         | 미국           | 7922      | 19            | 미국 한정적 네트워크. 타타/AS6453에서 트랜짓을 구매하며 다른 곳으로는 피어링으로 접속함                                        |
| 코젠트 커뮤니케이션(구 PSINet)                   | 미국           | 174       | 3             | 허리케인 일렉트릭/AS6939으로 향한 IPv6 라우트가 없음                                                                           |
| 텔스트라                                         | 오스트레일리아 | 4637      | 14            | 레벨 3/AS3356, 아렐리온/AS1299, Zayo/AS6461에서 트랜짓 구매                                                                    |
| 허리케인 일렉트릭                                | 미국           | 6939      | 6             | IPv4: NTT/AS2914, 코젠트/AS174, 타타/AS6453에 접속하기 위해서 아렐리온/AS1299에서 트랜짓 구매 IPv6: 코젠트/AS174와 피어링 없음 |

## 같이 보기
- 상호 접속 계약
- 인터넷 익스체인지 포인트